# Grjothøi
Grjothøi – góra położona w gminie Skjåk w regionie Oppland, w południowej Norwegii. Osiąga wysokość 1943 m n.p.m.